# Supercopa de Ecuador 2020
La Supercopa de Ecuador 2020 fue la primera edición de la Supercopa de Ecuador. El partido se disputó el 1 de febrero de 2020 en el estadio Christian Benítez Betancourt, en Guayaquil, Ecuador. Se jugó entre el Delfín Sporting Club, campeón de la LigaPro Banco Pichincha 2019 y el campeón de la Copa Ecuador 2018-19, Liga Deportiva Universitaria. El equipo albo se consagró campeón después de vencer al equipo cetáceo por 5-4 en la tanda de penaltis tras empatar 1-1 en el tiempo reglamentario.

## Equipos participantes
| Delfín Sporting Club         |  |  |  | Campeón de la LigaPro Banco Pichincha 2019 |
| Liga Deportiva Universitaria |  |  |  | Campeón de la Copa Ecuador 2018-19         |

## Antecedentes
Por ser la primera edición fue la primera final en la historia de esta competición de igual manera la primera vez que albos y cetáceos definieron en un solo partido al supercampeón de Ecuador. En la temporada 2019 Liga y Delfín se enfrentaron en las 2 finales de los máximos torneos de clubes del país, por Copa Ecuador Liga derrotó al Delfín gracias a la regla del gol de visitante tras empatar 3-3 en el global, fue el primer título de Copa para el equipo capitalino. Ambos clubes también disputaron la final de la LigaPro, donde Delfín Sporting Club derrotó 2-1 en la tanda de penaltis después de empatar 0-0 en el marcador global, de tal manera consiguió su primer título en campeonatos ecuatorianos de fútbol en su historia, también el primer título para la Provincia de Manabí.
| Equipos                      | Finales jugadas anteriormente |
| ---------------------------- | ----------------------------- |
| Liga Deportiva Universitaria | Ninguna                       |
| Delfín Sporting Club         | Ninguna                       |

## Modo de disputa
La fase se disputó por eliminación directa a partido único en cancha neutral. De producirse empate, se procedió a la definición por tiros desde el punto penal sin tiempo extra. El ganador se coronó campeón de la primera edición de la Supercopa de Ecuador 2020, el torneo fue organizado por la Federación Ecuatoriana de Fútbol.

## Sede
En un principio la sede determinada fue el estadio Monumental de Guayaquil, pero debido a que en dicho escenario deportivo el día 29 de enero de 2020 se jugó el partido de la Fase 1 de la Copa Libertadores 2020 entre Barcelona y Progreso, la FEF decidió cambiar el juego al estadio Christian Benítez Betancourt en la misma ciudad.
| Guayaquil                 |
| ------------------------- |
| Estadio Christian Benítez |
| Capacidad: 10 152         |
|                           |

## Partido
|              | vs.                 |
| Delfín 1 (4) | Liga de Quito 1 (5) |

### Delfín - Liga Deportiva Universitaria
| 1 de febrero                                                                  | Delfín                                 | 1:1 (1:1) (4:5 p.)         | Liga de Quito                                         | Estadio Christian Benítez, Guayaquil                                          |                                                                               |
| 16:00 (UTC-5)                                                                 | Garcés 45+2' (pen.)                    | Reporte                    | Martínez Borja 18'                                    | Asistencia: 7900 espectadores Árbitro(s): Guillermo Guerrero VAR: Carlos Orbe | Asistencia: 7900 espectadores Árbitro(s): Guillermo Guerrero VAR: Carlos Orbe |
|                                                                               |                                        | Tiros desde el punto penal |                                                       |                                                                               |                                                                               |
|                                                                               | Cangá · Calderón · Mera · Garcés · Ale |                            | Rodríguez · Guerra · Ayala · Martínez Borja · Sornoza |                                                                               |                                                                               |
| Por primera vez en el fútbol ecuatoriano se usó el VAR en un partido oficial. |                                        |                            |                                                       |                                                                               |                                                                               |

### Ficha del partido
| 1          | Guardameta     | Alain Baroja         |     |
| 24         | Defensa        | Geovanny Nazareno    |     |
| 33         | Defensa        | Luis Cangá           |     |
| 26         | Defensa        | Agustín Ale          |     |
| 10         | Defensa        | Francisco Mera       |     |
| 18         | Centrocampista | David Noboa          |     |
| 3          | Centrocampista | Nicolás Kata         | 46' |
| 15         | Centrocampista | Martín Alaníz        | 80' |
| 7          | Delantero      | Juan Diego Rojas     |     |
| 14         | Delantero      | Segundo Portocarrero | 46' |
| 11         | Delantero      | Carlos Garcés        |     |
| Entrenador | Entrenador     | Ángel López          |     |

| 22         | Guardameta     | Adrián Gabbarini        |     |
| 13         | Defensa        | Pedro Perlaza           |     |
| 15         | Defensa        | Franklin Guerra         |     |
| 3          | Defensa        | Carlos Rodríguez        |     |
| 6          | Defensa        | Luis Ayala              |     |
| 25         | Centrocampista | Antonio Valencia        |     |
| 7          | Centrocampista | Édison Vega             |     |
| 14         | Centrocampista | José Quintero           | 75' |
| 10         | Centrocampista | Júnior Sornoza          |     |
| 29         | Centrocampista | Adolfo Muñoz            | 85' |
| 19         | Delantero      | Cristian Martínez Borja |     |
| Entrenador | Entrenador     | Pablo Repetto           |     |

| 32 | Centrocampista | Oscar Benítez    | 46' |
| 8  | Centrocampista | Richard Calderón | 46' |
| 13 | Defensa        | Janner Corozo    | 80' |

| 23 | Centrocampista | Matías Zunino | 75' |
| 16 | Centrocampista | Davinson Jama | 85' |

| Anotado · Penal | 45+2' | Carlos Garcés | 1–1 |

| Anotado | 18' | Cristian Martínez Borja | 0–1 |

| Luis Cangá       | Acierto de penal         | 1:0 |                  |                         |
|                  |                          | 1:1 | Acierto de penal | Carlos Rodríguez        |
| Richard Calderón | Acierto de penal         | 2:1 |                  |                         |
|                  |                          | 2:2 | Acierto de penal | Franklin Guerra         |
| Francisco Mera   | Fallo de penal (atajado) | 2:2 |                  |                         |
|                  |                          | 2:3 | Acierto de penal | Luis Ayala              |
| Carlos Garcés    | Acierto de penal         | 3:3 |                  |                         |
|                  |                          | 3:4 | Acierto de penal | Cristian Martínez Borja |
| Agustín Ale      | Acierto de penal         | 4:4 |                  |                         |
|                  |                          | 4:5 | Acierto de penal | Júnior Sornoza          |

| Amonestado | 27' | Luis Cangá       |
| Amonestado | 55' | Richard Calderón |
| Amonestado | 64' | Carlos Garcés    |

| Amonestado | 36'   | Carlos Rodríguez |
| Amonestado | 41'   | Pablo Repetto    |
| Amonestado | 71'   | José Quintero    |
| Amonestado | 82'   | Matías Zunino    |
| Amonestado | 90+4' | Antonio Valencia |

| Árbitro             | Guillermo Guerrero |
| Árbitros asistentes | Christian Lescano  |
| Árbitros asistentes | Mónica Amboya      |
| Cuarto árbitro      | Augusto Aragón     |
| Adicionales VAR     | Carlos Orbe        |
| Adicionales VAR     | Luis Quiroz        |
| Asesor de árbitros  | Oswaldo Segura     |
| Observador VAR      | Omar Ponce         |

| 1          | Guardameta     | Alain Baroja         |     |
| 24         | Defensa        | Geovanny Nazareno    |     |
| 33         | Defensa        | Luis Cangá           |     |
| 26         | Defensa        | Agustín Ale          |     |
| 10         | Defensa        | Francisco Mera       |     |
| 18         | Centrocampista | David Noboa          |     |
| 3          | Centrocampista | Nicolás Kata         | 46' |
| 15         | Centrocampista | Martín Alaníz        | 80' |
| 7          | Delantero      | Juan Diego Rojas     |     |
| 14         | Delantero      | Segundo Portocarrero | 46' |
| 11         | Delantero      | Carlos Garcés        |     |
| Entrenador | Entrenador     | Ángel López          |     |

| 22         | Guardameta     | Adrián Gabbarini        |     |
| 13         | Defensa        | Pedro Perlaza           |     |
| 15         | Defensa        | Franklin Guerra         |     |
| 3          | Defensa        | Carlos Rodríguez        |     |
| 6          | Defensa        | Luis Ayala              |     |
| 25         | Centrocampista | Antonio Valencia        |     |
| 7          | Centrocampista | Édison Vega             |     |
| 14         | Centrocampista | José Quintero           | 75' |
| 10         | Centrocampista | Júnior Sornoza          |     |
| 29         | Centrocampista | Adolfo Muñoz            | 85' |
| 19         | Delantero      | Cristian Martínez Borja |     |
| Entrenador | Entrenador     | Pablo Repetto           |     |

| 32 | Centrocampista | Oscar Benítez    | 46' |
| 8  | Centrocampista | Richard Calderón | 46' |
| 13 | Defensa        | Janner Corozo    | 80' |

| 23 | Centrocampista | Matías Zunino | 75' |
| 16 | Centrocampista | Davinson Jama | 85' |

| Anotado · Penal | 45+2' | Carlos Garcés | 1–1 |

| Anotado | 18' | Cristian Martínez Borja | 0–1 |

| Luis Cangá       | Acierto de penal         | 1:0 |                  |                         |
|                  |                          | 1:1 | Acierto de penal | Carlos Rodríguez        |
| Richard Calderón | Acierto de penal         | 2:1 |                  |                         |
|                  |                          | 2:2 | Acierto de penal | Franklin Guerra         |
| Francisco Mera   | Fallo de penal (atajado) | 2:2 |                  |                         |
|                  |                          | 2:3 | Acierto de penal | Luis Ayala              |
| Carlos Garcés    | Acierto de penal         | 3:3 |                  |                         |
|                  |                          | 3:4 | Acierto de penal | Cristian Martínez Borja |
| Agustín Ale      | Acierto de penal         | 4:4 |                  |                         |
|                  |                          | 4:5 | Acierto de penal | Júnior Sornoza          |

| Amonestado | 27' | Luis Cangá       |
| Amonestado | 55' | Richard Calderón |
| Amonestado | 64' | Carlos Garcés    |

| Amonestado | 36'   | Carlos Rodríguez |
| Amonestado | 41'   | Pablo Repetto    |
| Amonestado | 71'   | José Quintero    |
| Amonestado | 82'   | Matías Zunino    |
| Amonestado | 90+4' | Antonio Valencia |

| Árbitro             | Guillermo Guerrero |
| Árbitros asistentes | Christian Lescano  |
| Árbitros asistentes | Mónica Amboya      |
| Cuarto árbitro      | Augusto Aragón     |
| Adicionales VAR     | Carlos Orbe        |
| Adicionales VAR     | Luis Quiroz        |
| Asesor de árbitros  | Oswaldo Segura     |
| Observador VAR      | Omar Ponce         |

|                                                  |
|                                                  |
| Campeón Liga Deportiva Universitaria 1.er título |